# Pulkit Samrat
Pulkit Samrat (New Delhi, 29 december 1983) is een Indiaas acteur die voornamelijk in Hindi films speelt.

## Biografie
Samrat startte zijn carrière als acteur in de lang lopende televisieserie Kyunki Saas Bhi Kabhi Bahu Thi (2006), na een jaar stopte hij hiermee. Zijn filmdebuut maakte hij in 2012 met Bitto Boss. Hij verwierf bekendheid met zijn rol in Fukrey (2013), wat pas een tijd later nadat het werd uitgebracht goed ontvangen werd door het publiek. Het tweede deel Fukrey Returns kwam uit in 2017, wat een succes werd.

## Privé
Samrat huwde in 2014 Shweta Rohira met wie hij lange tijd een relatie had en een kennis is van Salman Khan, waardoor Khan betrokken was bij het onder het aandacht brengen van zijn debuutfilm. Het stel ging in 2015 uitelkaar. Hij had vervolgens een twee jaar durende relatie met actrice Yami Gautam met wie hij te zien was in Sanam Re en Junooniyat. In 2019 ging hij een relatie aan met zijn tegenspeelster Kriti Kharbanda uit Veerey Ki Wedding, Taish en Pagalpanti.

## Filmografie
| Jaar | Film                    | Rol                                  | Opmerking    |
| ---- | ----------------------- | ------------------------------------ | ------------ |
| 2012 | Bittoo Boss             | Bittoo Boss                          |              |
| 2013 | Fukrey                  | Vikas Gulati                         |              |
| 2014 | Jai Ho                  | Abhay Rajput                         |              |
| 2014 | O Teri                  | Prantabh Pratab                      |              |
| 2015 | Dolly Ki Doli           | Robin Singh                          |              |
| 2015 | Bangistan               | Praveen Chaturvedi/ Allah Rakha Khan |              |
| 2016 | Sanam Re                | Akash/ Bill                          |              |
| 2016 | Junooniyat              | kapitein Jahan Bakshi                |              |
| 2017 | Fukrey Returns          | Vikas Gulati                         |              |
| 2018 | Veerey Ki Wedding       | Veer Arora                           |              |
| 2018 | 3 Storeys               | Vilas Naik                           |              |
| 2019 | Pagalpanti              | Chandra Kanth                        |              |
| 2020 | Taish                   | Sunny Lalwani                        |              |
| 2021 | Haathi Mere Saathi      | Abeer                                |              |
| 2022 | Phone Bhoot             | Hunny                                | gastoptreden |
| 2023 | Fukrey 3                | Vikas Gulati                         |              |
| 2024 | Suswagatam Khushamadeed | Aman Sharma                          |              |